# Лошинь
Ло́шинь или Лосин или Луссин, или Луссино (хорв. Lošinj, итал. Lussino, лат. Apsorrus) — остров в Адриатическом море, в северной части Хорватии, в заливе Кварнер.

## Общие сведения

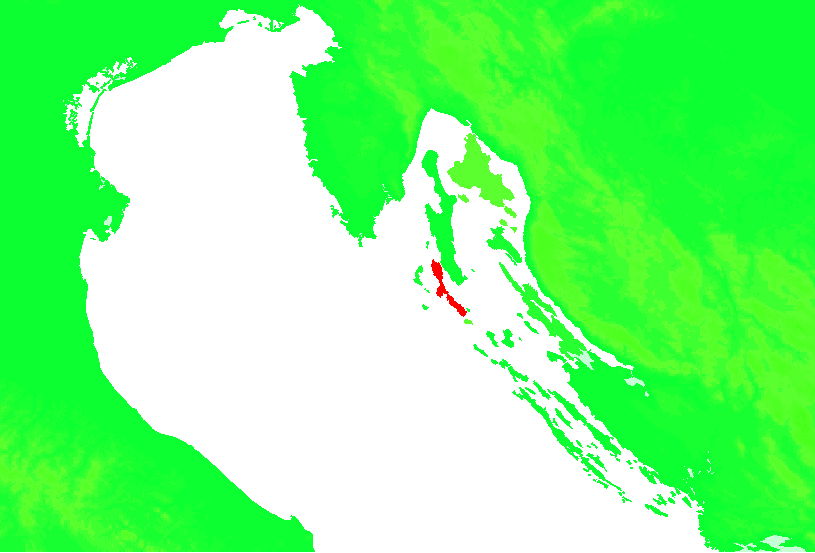
Карта острова Лошинь

Площадь острова — 74,37 км², длина — 33 км, ширина — от 200 метров до 5 километров. Длина береговой линии — 112,2 км. Остров сильно вытянут с севера на юг. Самая высокая вершина — г. Телеврин (589 м).
Население острова — 7771 человек (2001). Самые большие населённые пункты — Мали-Лошинь, Вели-Лошинь, Нерезине, Свети-Яков, Чунски и Артатури.
Лошинь расположен в южной части залива Кварнер. К югу от него расположены острова средней Далмации, от которых он отделён проливом Кварнерска врата, к востоку — остров Паг, к западу острова Уние и Сусак. К северу находится остров Црес, от которого Лошинь отделён узким (11 метров), искусственно углублённым проливом. Через пролив переброшен автомобильный мост, ведущий прямо в г. Осор на Цресе.
Город Мали-Лошинь связан паромными переправами с Пулой и Риекой. В южной части Лошиня находится аэропорт. Остров Лошинь, как и многие острова Адриатики — привлекательное туристическое направление.

## Природа
Северная часть острова гориста и покрыта достаточно скудной растительностью, южная часть более ровная и плодородная, с большим количеством вечнозелёных лесов и рощ, главным образом сосновых. Среди деревьев, кроме сосен, наиболее распространены мирты, дубы, вязы, лавры.

## История
Как и другие адриатические острова Лошинь обитаем с древних времён. Римляне называли его Апсоррус, остатки римских поселений были отрыты неподалёку от Свети Якова и Чунски.
Название Лошинь впервые упомянуто в 1384 г. В это время земли на Лошине принадлежали знати из г. Осор на Цресе. На протяжении XV—XVI веков, одновременно с закатом Осора росло значение городов Вели-Лошинь и Мали-Лошинь.
В XVIII и XIX веках торговля и кораблестроительство на острове переживали расцвет. После наполеоновских войн Лошинь был в составе Австрийской империи, в промежутке между двумя мировыми войнами принадлежал Италии вместе с Истрией и Цресом.
В 1945 г. вошёл в состав Югославии, что вызвало массовый исход с острова итальянского населения, с 1991 остров Лошинь — часть независимой Хорватии.